# George Frederik Lette
George Frederik  (Brielle, 20 april 1827 – Oostvoorne, 29 juni 1884) was een Nederlands burgemeester.

## Biografie
Lette was een lid van het geslacht Lette en een zoon van burgemeester mr. Nicolaas Johannes Cornelis Lette, ambachtsheer van Oostvoorne, Rugge, Groot- en Klein-Oosterland (1787-1851) en Fenna Hendrina Hoyer (1821-1890). In 1850 werd hij benoemd tot burgemeester van Oostvoorne als opvolger van zijn vader, een ambt dat hij vanaf 1852 combineerde met het burgemeesterschap van Rockanje, en vanaf 1869 ook met dat van Brielle. Deze drie functies bekleedde hij tot zijn overlijden in 1884. Hij was tevens lid van Provinciale Staten van Zuid-Holland.
Ook zijn grootvader en zijn zoon waren burgemeester van zijn geboorteplaats, zijn zoon werd dat ook van Oostvoorne. Lette trouwde in 1860 met Maria Joanna Arnoldina Lette Anemaet (1836-1912) met wie hij vier kinderen kreeg.